# Edward Gibbon

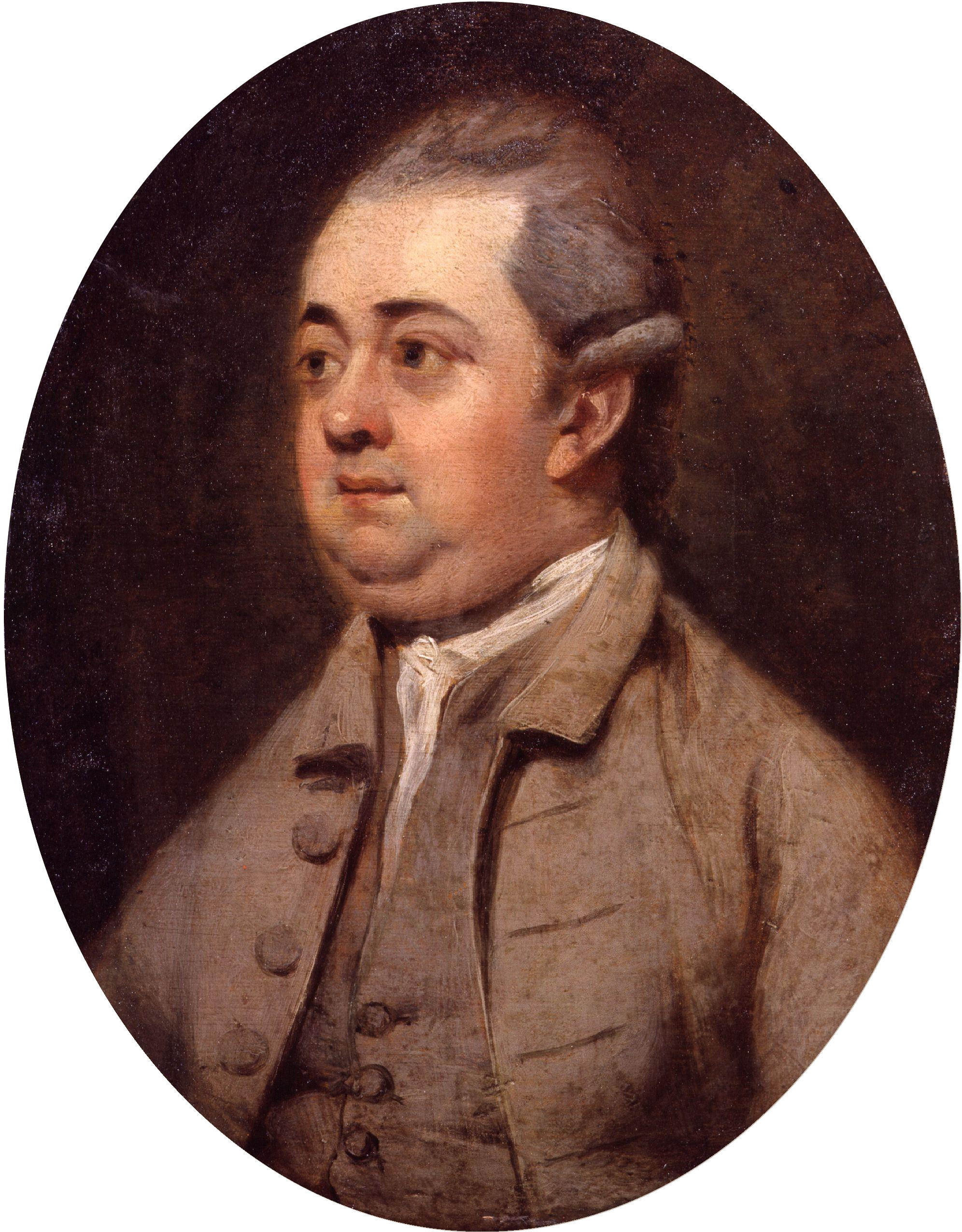
Edward Gibbon (1737–1794)

Edward Gibbon (* 27. Apriljul. / 8. Mai 1737greg. in Putney, Surrey; † 16. Januar 1794 in London) war ein britischer Historiker in der Zeit der Aufklärung. Sein Hauptwerk ist The History of the Decline and Fall of the Roman Empire.

## Hauptwerk, grundlegende Annahmen
Von 1776 bis 1789 veröffentlichte Gibbon die sechs Bände seiner History of the Decline and Fall of the Roman Empire, ein Werk im Umfang von ca. 3200 Druckseiten (in modernen Ausgaben), das die Geschichte des Römischen einschließlich des Byzantinischen Reichs von der Mitte des zweiten Jahrhunderts nach Christus bis zur Einnahme Konstantinopels durch die Türken im Jahre 1453 schildert.
Die Hauptschuld am Untergang des Römischen Reiches gibt Gibbon dem Christentum, der Dekadenz sowie dem Einbruch der Germanen. Im Byzantinischen Reich sah er eine Fortsetzung und Steigerung dieser Dekadenz, weshalb es seiner Ansicht nach eine orientalische Despotie war, die den Namen „Römisches Reich“ nicht verdiente. Im Gegensatz dazu sah er die seiner Analyse nach naturhaft-gesunden jungen Reiche des mittelalterlichen Nord- und Westeuropa.
Auch auf die deutsche Geschichtsschreibung hatte Gibbon großen Einfluss. Dieses ist u. a. an der ebenfalls sechsbändigen römischen Geschichte (1834–1844) von Wilhelm Drumann zu sehen. Theodor Mommsen hingegen zitierte in seiner dreibändigen Römischen Geschichte (1854–1856) Gibbon nur einmal und beteiligte sich nicht an den Jubiläumsfeiern. Dennoch hielt er die History of the Decline and Fall of the Roman Empire für „das bedeutendste Werk, das je über die römische Geschichte geschrieben wurde“.
Heute sind die Grundgedanken seiner Analyse zwar in der westlichen Öffentlichkeit weiterhin weit verbreitet, allerdings werden sie von Historikern in dieser Form nicht mehr vertreten. Mit den von Gibbon kaum berücksichtigten sozial- und wirtschaftsgeschichtlichen Faktoren der Spätantike werden heute weitere Gründe angenommen und die altbekannten anders gewichtet und in Bezug gesetzt. Gibbon hatte sich noch fast ausschließlich auf schriftliche Quellen verlassen müssen, da die wissenschaftliche Archäologie zu seiner Zeit kaum existent war.

## Leben und Wirken

### Kindheit und Jugend
Edward Gibbon wurde als ältestes Kind in eine begüterte Familie in Surrey hinein geboren. Sein Großvater hatte als Kaufmann und Spekulant den Grundstock zum Familienvermögen gelegt. Sein Vater kam, obwohl er durchaus als begütert gelten konnte, zeitweilig in finanzielle Bedrängnis. Die Familie gehörte dem niederen Adel an. Gibbon war ein kränkliches Kind. Früh verlor er mehrere seiner Geschwister, auch seine Mutter verstarb schon 1747. Gibbon entwickelte sich schon früh, womöglich aufgrund fehlender Bezugspersonen, zum Einzelgänger. Er besuchte die Westminster School und wurde 1752 im Alter von 14 Jahren nach Oxford an das Magdalen College geschickt. In seiner Autobiografie schilderte er diese Zeit in trüber, zum Teil auch grotesk überzeichneter Form. Diese Darstellung rührt möglicherweise auch daher, dass Gibbon später harsche, mit Hass durchsetzte Kritik aus seiner ehemaligen Schule entgegenschlug. Am College wurde er weniger von Lehrern, die Gibbon als außerordentlich gebildet erlebten, als von einer Unmenge an Literatur geprägt, die er recht wahllos geradezu verschlang. Der konventionelle Unterricht in Religion und Geschichte konnte Gibbon nicht reizen, da er sich auf wörtliche Vermittlung von Glaubenssätzen der anglikanischen Kirche beschränkte. Es rief seinen Widerspruch hervor. Besonders beeindruckten ihn in dieser Zeit die Werke von Jacques Bénigne Bossuet. Sie und Jesuiten aus London hatten so starken Einfluss auf den jungen Schüler, dass dieser am 8. Juni 1753 zum katholischen Glauben übertrat, was einen Skandal verursachte. Als Katholik musste Gibbon Oxford verlassen. Auch seinem Vater missfiel diese Entwicklung seines Sohnes. Deshalb schickte er ihn zur weiteren Ausbildung in die Schweiz, wo er unter der Obhut des calvinistischen Pfarrers Daniel Pavilliard lernen sollte.
Noch im Juni oder im Juli erreichte Gibbon Lausanne. Zur Zufriedenheit seines Vaters erreichte Pavilliard ein Jahr später den erneuten Religionswechsel. Auf lange Sicht entwickelte sich Gibbons intensive religiöse Beschäftigung jedoch in eine ganz andere Richtung, wirklich heimisch wurde er in keiner christlichen Konfession mehr. In Lausanne setzte Gibbon seine privaten Studien in Form umfangreicher Lektüre fort. Hier hatte Gibbon erstmals auch intensiveren Kontakt mit antiken Autoren. Er entschloss sich, alle lateinischen Klassiker durchzulesen und las unter anderem Cicero, Xenophon, Homer und Herodot und vertiefte seine Kenntnisse in den Alten Sprachen, wobei seine Kenntnisse des Griechischen nicht überschätzt werden sollten. Auch moderne historische Werke und vor allem französische Literatur hatten es ihm angetan. Gibbon entwickelte eine immer engere Beziehung zur französischen Kultur und kam mit dem französischen Rationalismus in Kontakt. Besonderen Einfluss hatten Blaise Pascal mit seinen Lettres provinciales, Abbé de la Bleteries Werk über das Leben Julians und Pietro Giannones Geschichte Neapels. Der heranwachsende junge Mann scheute sich nicht, auch mit bekannten Wissenschaftlern in Kontakt zu treten. So korrespondierte er mit Jean-Baptiste-Louis Crevier, Johann Jakob Breitinger, Johann Matthias Gesner und anderen. Den Aufklärer Voltaire lernte er sogar persönlich kennen. Gibbon begann, französisch zu denken, zu sprechen und zu schreiben. In seiner Autobiografie stellte er später fest: „I had ceased to be an Englishman“.

### Leben als Edelmann und Bildungsreise durch Europa
1757 traf Gibbon Suzanne Curchod. Das Verlöbnis musste er jedoch auf Anweisung seines Vaters beenden. Gibbon dazu: „Ich seufzte als Liebhaber, gehorchte als Sohn.“ Curchod heiratete sieben Jahre später Jacques Necker. 1758 reiste Gibbon nach fünf Jahren wieder nach England zurück. Auf der Rückreise machte er einen Umweg über Maastricht, wo er Louis de Beaufort besuchte, der ein bedeutendes Werk zur Römischen Republik verfasst hatte. Zu Hause in England stand es dem nun 21-Jährigen frei, wie ein englischer Landedelmann zu leben. Doch konnte er zeitlebens keine Liebe zu diesem Lebensstil, der Schießen, Reiten und Jagen umfasste, entwickeln. Er lebte abwechselnd im Sommer in Beriton und im Winter in London. Seine Zeit verbrachte er in erster Linie mit weiteren Studien.
Nun verfasste er auch erstmals ein literarisches Werk: sein „Essai sur l'Étude de la Littérature“, das er jedoch erst 1761 drucken ließ. Zwischen 1760 und 1762 leistete Gibbon seinen Dienst in der Hampshire-Miliz ab, den er kurz vor Ende des Siebenjährigen Krieges mit der Auflösung der Miliz wieder beendete. An kriegerischen Handlungen nahm Gibbon nie teil, doch behauptete er später in seiner Autobiografie, dass seine Zeit in der Miliz zu seinem Verständnis des römischen Militärs und der römischen Disziplin geführt hätten. In dieser Zeit hatte er trotz des Wiederlesens der lateinischen Klassiker („Bei der Miliz hatte er seinen Horaz fast immer in der Tasche mit dabei und oft in der Hand“) so viel Freizeit, dass er sich erstmals intensiv damit befasste, zu welchem Thema er eine Abhandlung schreiben wollte. So entstanden Pläne für ein Werk zum Italienzug Karls VIII., für eine Biografie von Walter Raleigh, einer „History of the Liberty of the Swiss“ und einer Geschichte der Republik Florenz unter den Medici. Zu allen Themen leistete Gibbon aufwändige Vorarbeiten, doch verwarf er alle Pläne nach reiflichen Überlegungen.
1763 machte Gibbon erneut eine Bildungsreise auf den Kontinent. Im Frühjahr konnte er einige der bedeutendsten Führer des französischen Geisteslebens in Paris erleben, darunter Denis Diderot und Jean-Baptiste le Rond d’Alembert. Anschließend hielt er sich erneut für fast ein Jahr in Lausanne auf. Danach reiste er mit seinem Freund John Holroyd, dem späteren Lord Sheffield, nach Rom. Die Reise gab ihm den Anstoß zu seinem bedeutendsten Werk und prägte damit sein weiteres Leben. Die antike Umgebung beeindruckte Gibbon stark, vor allem der Gegensatz zwischen der großen Geschichte und den Ruinen, die davon übrig geblieben waren, faszinierte ihn. Gibbon beschrieb es in seiner Autobiografie wie folgt:

„Es war zu Rom am 15. Oktober 1764, ich saß in der Abenddämmerung nachdenklich in der Kirche der Barfüßermönche, während sie im Jupitertempel auf den Trümmern des Kapitols die Vesper sangen, als mir zum ersten Mal der Gedanke kam, über den Verfall und Untergang Roms zu schreiben. Mein ursprünglicher Plan galt allerdings eher dem Niedergang der Stadt als dem des Reiches.“

Doch dauerte es noch einige Zeit, bis Gibbon seinen Plan ausführen konnte. Im Sommer 1765 kehrte er nach England zurück und setzte erst einmal sein altes Leben fort. Er begann, sich an der Herausgabe der „Mémoires Littéraires de la Grande Britagne“ zu beteiligen. Zunächst arbeitete er wieder an der „History of the Liberty of the Swiss“, gab dieses Projekt 1768 nach einem negativen Erlebnis in einer Londoner Literarischen Gesellschaft endgültig auf. Von nun an begann er mehr und mehr, am „Verfall und Untergang des römischen Imperiums“ zu arbeiten. Nebenbei veröffentlichte er 1770 eine kleine Arbeit, „Critical Observations on the Sixth Book of the Aeneid“, in der er sich kritisch mit der Vergil-Interpretation des Bischofs William Warburton auseinandersetzte. Er war besonders stolz darauf, dass der bedeutende deutsche Altphilologe Christian Gottlob Heyne seiner Kritik zustimmte.

### Politiker und Historiker
Nachdem 1770 Gibbons Vater verstorben war, musste er zunächst seinen Besitz, vor allem die Finanzen, neu ordnen. Er siedelte schließlich ganz nach London über. Dort widmete er nun den größten Teil seiner Zeit der Ausarbeitung von „Verfall und Untergang des römischen Imperiums“. Daneben nahm er zwischen 1774/75 und 1783 an acht Sitzungsperioden des britischen Parlaments teil. Gibbon war kein großer Politiker, er hielt sich nahezu komplett im Hintergrund. Dennoch sah er sein politisches Engagement als Pflicht und Tugend eines Historikers an. Er bewunderte Frederick North und war Anhänger der Whig-Regierung. Als Dank dafür, dass er ein „Mémoire Justificatif“ verfasste, bekam er eine Pfründe am Board of Trade. Gibbons politische Karriere endete mit dem Sturz Norths. Im März 1775 wurde er Mitglied der Londoner Freimaurerloge „Lodge of Friendship No. 3“, der auch sein Freund Rowland Holt, Joseph Damer und Henry Scott, 3rd Duke of Buccleuch angehörten. Während dieser Jahre sind die ersten drei Bände von „Decline and Fall“ veröffentlicht worden: Am 17. Februar 1776 erschien Band 1, am 1. März 1781 folgten die Bände 2 und 3. Gibbons Verleger plante vorsichtig mit zunächst 500 Exemplaren, ließ dann jedoch 1000 Exemplare drucken. Doch auch das doppelte Kontingent wurde binnen kurzer Zeit verkauft. Der erste Band wurde innerhalb kurzer Zeit ein „sensationeller Erfolg“. Sehr schnell begann die Auseinandersetzung mit dem Buch. Besonders erfreut war Gibbon über einen positiven Brief David Humes. Doch auch negative Kritik kam sehr schnell auf, vor allem aus den Reihen der Theologen. Es gipfelte darin, dass das Buch 1783 indiziert wurde, was dadurch jedoch letztlich einen beträchtlichen Einfluss auf die Verbreitung hatte.
Von seinen politischen Pflichten befreit, siedelte Gibbon wieder nach Lausanne über. Hier bildete der mittlerweile recht beleibte Mann, der eine Vorliebe für auffällige Kleidung entwickelt hatte, mit seinem Freund Jacques Georges Deyverdun eine Wohngemeinschaft. Am späten Abend des 27. Juni 1787 beendete Gibbon die Arbeit am sechsten Band seines Werkes. Um den Druck zu besorgen, ging er noch einmal für ein Jahr nach England. Bis 1788 waren alle sechs Bände verlegt. Die letzten Bände erschienen an seinem 51. Geburtstag am 8. Mai 1788. Die folgenden Jahre waren von mehreren Schicksalsschlägen geprägt. Zunächst starb sein Freund Deyverdun. Die Französische Revolution beunruhigte ihn sehr. Als Autor betätigte er sich nunmehr weniger stark. Er verfasste noch seine Autobiografie und „On the position on the meridional line and inquiry into the supposed circumnavigation of Africa by the Ancients“. Jacob Bernays bezeichnete diese Untersuchung als „zum reifsten [gehörend] was aus seiner Feder geflossen ist“. Im Frühjahr 1793 kehrte er nach England zurück, um seinem trauernden Freund Lord Sheffield beizustehen, nachdem dieser seine Ehefrau verloren hatte. Sheffield war selbst krank und beunruhigt von der vom revolutionären Frankreich nach Lausanne übergreifenden Stimmung, welche die französische Armee gefährlich auf die Schweiz vorrücken sah. Sein Werk war nun in ganz Europa verbreitet und bekannt, und Gibbon wurde bis zu seinem Tod vielfach geehrt. Versuche, seinen ihn schon lange quälenden Wasserbruch operativ zu beheben, scheiterten. Im Winter verschlechterte sich sein Zustand massiv. Am 16. Januar 1794 verstarb Gibbon, der unverheiratet geblieben war.

## Werke/Ausgaben
- Hauptwerk
  - The History of the Decline and the Fall of the Roman Empire, London, 1. Bd. 1776, 2.–3. Bd. 1781, 4.–6. Bd. 1788.
(Originalausgabe)
  - The History of the Decline and the Fall of the Roman Empire, hrsg. v. John B. Bury, 7 Bde., London 1896–1900.
(Ausgabe mit Anmerkungen von Bury, die allerdings nicht mehr den Stand der Forschung widerspiegeln.)
  - The History of the Decline and Fall of the Roman Empire, hrsg. v. David Womersley, 3 Bde., Penguin Verlag, New York 1994.
(Jetzt maßgebliche englische Ausgabe mit Einleitung und Kommentar; enthält in Bd. 3 Gibbons Vindication.)
  - Verfall und Untergang des römischen Imperiums. Bis zum Ende des Reiches im Westen, übersetzt von Michael Walter und Walter Kumpmann, mit einer Einführung von Wilfried Nippel, 6 Bde., dtv, München 2003, ISBN 3-423-59062-9.
(Gelungene neue deutsche Übersetzung, wobei nur die Kapitel bis zum Jahr 476 enthalten sind. Mit einer guten Einführung zum Leben und Werk Gibbons.)
    - Digitale Fassungen: Directmedia Publishing, Berlin 2007 (Digitale Bibliothek, Band 161) ISBN 978-3-89853-561-8 und Zeno.org, Band 38, Berlin 2008, ISBN 978-3-89853-638-7.

  - Der Sieg des Islam (zuletzt Frankfurt am Main, Eichborn 2003, Reihe Die Andere Bibliothek, mit einem Essay von Reinhard Schulze, ISBN 978-3-8218-4533-3.)

- Autobiographie/Briefe/Essays
  - Essai sur l’étude de la littérature, London 1761 (Nachdruck der franz. Ausgabe Dublin 1767 und der engl. Ausgabe London 1767 in einem Band London 1994).
    - Versuch über das Studium der Litteratur, übersetzt von Johann Joachim Eschenburg, Hamburg 1792 (Digitalisat).

  - The Miscellaneous Works of Edward Gibbon, hrsg. v. John Lord Sheffield, 2 Bde., London 1796 (bzw. 5 Bde., London 1814²; auch in einem Bd., London 1837).
  - The Autobiography of Edward Gibbon, hrsg. und eingeleitet v. Dero A. Saunders, New York 1961.
  - The Letters of Edward Gibbon, hrsg. v. Jane Elizabeth Norton, 3 Bde., London/New York 1956.

- Tagebücher
  - Gibbons Journal to January 28th 1763, hrsg. v. David Morrice Low, London 1929.
  - Le Journal de Gibbon à Lausanne, 17 août 1763 − 19 avril 1764, hrsg. v. Georges Alfred Bonnard, Lausanne 1945.
  - Miscellanea Gibboniana, Lausanne 1952.
  - Gibbon's Journey from Geneva to Rome. His journal from 20 April to 2 October 1764, hrsg. v. Georges Alfred Bonnard, London 1961.